# مصطفى مشعل
مصطفى عبده أحمد مشعل (18 يناير 1944 - 19 ديسمبر 2010) فنان تشكيلي مصري، ولد في محافظة الغربية 

## حياته
حصل على شهادة البكالوريوس كلية الفنون الجميلة قسم تصوير 1967- القاهرة. له ذوق خاص في انتقاء الألوان التي يوظفها في خدمة البعد الدارمي في لوحاته كما يلجأ في بعض لوحاته إلى التكعيب فتبدو بقع الضوء وهى تتناغم وكأنها تعزف لحنا موسيقيا. 
تحتل المرأة الدور الرئيسي في لوحاته سواء في البورتريه أو في التكوينات المركبة من عناصر شتى وفي كلا النوعين تبدو المرأة رمزا للتحرير والانطلاق والاتصال الحميم بالطبيعة وهو يصورها عادة في جو طيفي سرمدي يكتنفه الغموض سابحة في ألوان قوس قزح، وعلى رغم احترامه للقيم التشكيلية الأكاديمية في النسب التشريحية وفي تدرج درجات الظل والنور والتجسيم الإسطواني وتداخل الألوان والمنظور الثلاثي الأبعاد.

## العضوية
- عضو عامل بنقابة الفنانين التشكيليين.[1]
- عضو جمعية الفنانين والكتاب (أتيلييه الإسكندرية).
- عضو جمعية أصالة لرعاية الفنون التراثية والمعاصرة - القاهرة.

## الوظائف والمهن التي اضطلع بها الفنان
- أخصائي فنون تشكيلية بقصر ثقافة الغربية.[1]
- مدير الإدارة الفنية بقصر ثقافة الغربية.
- مدير عام بثقافة الغربية.
- تدريس مادة التربية الفنية (رسم - تصوير) بكلية التربية النوعية بطنطا.
- تدريس التربية الفنية بمدينة الأصنام (عين كومثنت) بالجزائر لمدة أربع سنوات من 1977 - 1981.
- وكيل الشئون الفنية بقصر الثقافة بطنطا.
- رئيس تحرير مجلة أتيليية الغربية تصدر عن الإدارة العامة لثقافة الغربية.
- فنان تشكيلي.

### المعارض الخاصة
- معرض بطنطا 1970.[1]
- معرض بالعريش 1985.
- معرض بقاعة إخناتون بآتيلييه القاهرة 1991.
- معرض بطنطا 1992.
- معرض بقصر ثقافة الشاطبي 1993 - الإسكندرية.
- معرض بقصر ثقافة شبين الكوم - مدينة السادات 1993.
- معرض بالمركز الثقافي الأسباني بالإسكندرية 1998.
- معرض طواف الهيئة العامة لقصور الثقافة 1998.
- معرض بالهيئة العامة لقصور الثقافة - ثقافة الغربية 1999.
- معرض طواف في كل من طنطا - أسيوط - شبين الكوم 2000.
- معرض بقصر ثقافة المحلة الكبرى 2002.
- معرض بالمركز المصري للتعاون الثقافى الدولي (الدبلوماسيين الأجانب) يناير 2003.
- معرض بساقية عبد المنعم الصاوي (قاعة الأرض) 2004.
- معرض بمتحف المنصورة القومي فبراير 2007.

### المعارض الجماعية المحلية
- معرض مشترك متجول في المحافظات 1968.[1]
- معرض فناني وسط الدلتا مع الفنان مصطفى بط والفنان عبد الوهاب عبد المحسن في كل من طنطا، أسيوط، المنيا يناير 1990.
- المعرض العام للفنون التشكيلية من 1986 حتى الدورة (21) 1990.
- معرض فناني أتيليه الإسكندرية من عام 1986 وحتى الآن.
- معرض فناني الأقصر - بقاعة إخناتون 1988.
- المعرض القومي للفنون التشكيلية الدورة (24) 1995.
- معرض 6 فنانين جمعتهم الاسكندرية قصر سيدي جابر الإسكندرية مايو 1996.
- معرض ألمانيا الغربية (ميونخ) مشاركة مع جمعية أصالة 1997.
- معرض مشترك مع جمعية أصاله بجريدة الأهرام 1997.
- صالون الأعمال الفنية الصغيرة الأول بمجمع الفنون مارس 1997.
- المعرض القومي للفنون التشكيلية الدورة (25) 1997، الدورة (26) 1999.
- صالون الأعمال الفنية الصغيرة الخامس 2002.
- المعرض القومي للفنون التشكيلية الدورة (28) 2003.
- صالون الأعمال الفنية الصغيرة السادس 2003.
- صالون الأعمال الفنية الصغيرة السابع 2004.
- معرض فناني محافظات مصر المصاحب لبينالي الإسكندرية اليوبيل الذهبي 2005.
- المعرض القومي للفنون التشكيلية الدورة (29) 2005.
- ملتقى الفنانين الدوليين بقاعة الفنون التشكيلية بدار الأوبرا المصرية سبتمبر 2006.
- معرض (تغير المناخ) بمناسبة الاحتفال باليوم العالمي للبيئة بمركز كرمة بن هانئ الثقافي بمتحف أحمد شوقي يونية 2007.
- مهرجان الإبداع التشكيلي الأول (المعرض العام الدورة الثلاثون وسوق الفن التشكيلي الأول) 2007.
- مهرجان الإبداع التشكيلي الثاني (المعرض العام الدورة الواحد والثلاثون) 2008.

### المعارض الجماعية الدولية
- بينالي الإسكندرية الدولي الحادي والعشرين لدول حوض البحر المتوسط 2001.[1]
- معرض السلام الدولي الصيني بقاعة الهناجر بدار الأوبرا المصرية بالقاهرة 2005.

### البعثات والمنح
- منحة التفرغ من وزارة الثقافة المصرية من 1992 حتى 1999.

### المهام الفنية التي كلف بها والإسهامات العامة
- الاشتراك في إعداد جناح محافظة الغربية في المهرجان السياحي بالقاهرة لعدة أعوام.[1]
- عمل ديكور المعرض الصناعي الزراعي بمحافظة الغربية.
- عضو لجنة تحكيم صالون الشباب الثاني عشر 2000.
- ترميم قصر رأس التين بالإسكندرية مع مجموعة الدكتور عادل المصري لمدة ثلاث سنوات.
- عملية تجميل المتحف الأثري لآثار النوبة في أسوان.

### المؤلفات والأنشطة الثقافية
- نشر العديد من المقالات الفنية في الصحافة المحلية بالغربية.[1]
- شارك بالعديد من المحاضرات الفنية في قصور الثقافة.
- شارك في أنشطة إتحاد الكتاب فرع الغربية.

## الجوائز المحلية
- جائزة أولى تصوير طنطا 1961[1]
- الجائزة الأولى من معرض طنطا 1970.
- الجائزة الأولى (تصوير) بينالي بورسعيد القومي الأول 1992، الثاني 1994.